# تونج تشاو يونج
تونج تشاو يونج (28 سبتمبر 1912 في نينجبو-15 أبريل 1982)(بالصينية: 董兆榮) كان رجل أعمال ومالك سفن في هونغ كونغ البريطانية وجمهورية الصين.